# Eliya XIV Abulyonan
Eliya Peter Abulyonan (o Abo-Alyonan) (Mosul, 1840 – Mosul, 27 giugno 1894) è stato eparca di Gazireh e patriarca della Chiesa caldea col nome di Eliya XIV.

## Biografia
Nativo di Mosul, alunno del collegio di Propaganda Fide a Roma, fu ordinato sacerdote nel 1865 e consacrato vescovo di Gazireh il 24 maggio 1874. Alla morte di Yosep VI Audo fu scelto dal sinodo della Chiesa caldea come nuovo patriarca (26 luglio 1878) e venne confermato da papa Leone XIII il 28 febbraio del 1879. Durante il suo patriarcato egli non risparmiò alcuno sforzo per migliorare le relazioni sia con la Santa Sede che all'interno della Chiesa caldea, dopo il regno movimentato del suo predecessore. Morì a Mosul il 27 giugno 1894. È sepolto nella chiesa Mart Meskinta di Mosul.
Circa il numero cardinale XIV non c'è unanimità tra le fonti e gli studiosi, per cui si trova indistintamente XIV, XIII e XII. Ciò è dovuto alla lista incerta della linea patriarcale di Alqosh tra il XVI e il XVII secolo.

## Genealogia episcopale e successione apostolica
La genealogia episcopale è:
- Patriarca Yukhannan VIII Hormizd
- Vescovo Isaie Jesu-Yab-Jean Guriel
- Arcivescovo Augustin Hindi
- Patriarca Yosep VI Audo
- Patriarca Eliya XIV Abulyonan

La successione apostolica è:
- Arcivescovo Joseph-Gabriel Adamo (1883)
- Arcivescovo Jacques-Michel Naamo (1885)
- Vescovo Étienne-Jean Kaynaia (1886)
- Arcivescovo Thomas Audo (1892)
- Patriarca Yosep Emmanuel II Thoma (1892)
- Vescovo Jérémie-Timothée Makdassi (1892)
- Vescovo Jacques-Jean Sahhar (1893)